# Albion Avdijaj
Albion Qani Avdijaj (Zürich, Svájc, 1994. január 12. –) koszovói válogatott labdarúgó, a Vllaznia   játékosa.

## Pályafutása
Miután nem sikerült megmaradnia Grasshopper első csapatában, Avdijaj csatlakozott a VfL Wolfsburg második csapatához a 2015-16-os szezonban.2015 augusztus 17-én debütált a Regionalliga-ban, teljes 90 percet játszott a Neumünster elleni 0-1-es győzelemmel végződő mérkőzésen. Ezután Avdijaj szeptember 6-án szerezte meg az első gólját a VfL Wolfsburg-ban. Avdijaj továbbra is jó formájával folytatta csapatában.
2015. augusztus 30-án  Avdijaj aláírt a Vaduz csapatába.Aláírása után Avdijaj kijelentette: "Az átigazolás sikeresen befejeződött, készen állok az új kihívásra." A 7. mezszámot kapta, és szeptember 12-én debütált a Young Boys ellen.

## Mérkőzései a koszovói válogatottban
| #  | Dátum           | Ellenfél    | Eredmény | Kiírás              | Esemény |
| -- | --------------- | ----------- | -------- | ------------------- | ------- |
| 1. | 2014. május 21. | Törökország | 1 – 6    | barátságos mérkőzés | 60'     |
| 2. | 2014. május 25. | Szenegál    | 1 – 3    | barátságos mérkőzés | 55'     |

## Sikerei, díjai
- FC Vaduz:
  - Liechtensteini kupa: 2015-2016, 2016-2017